# Perkasie
Perkasie est un borough du comté de Bucks, en Pennsylvanie.

## Personnalités
- Perle S. Buck y est enterrée dans sa propriété de Green Hills Farm

## Source
- (en) Cet article est partiellement ou en totalité issu de l’article de Wikipédia en anglais intitulé « Perkasie, Pennsylvania » (voir la liste des auteurs).

1. ↑  (en) « Population and Housing Unit Estimates » (consulté le 23 août 2019)
2. ↑  (en) « Census of Population and Housing », U.S. Census Bureau (consulté le 11 décembre 2013)
3. ↑  (en) « American FactFinder », Bureau du recensement des États-Unis (consulté le 31 janvier 2008)
4. ↑  (en) « Incorporated Places and Minor Civil Divisions Datasets: Subcounty Resident Population Estimates: April 1, 2010 to July 1, 2012 » [archive du 17 juin 2013], sur Population Estimates, U.S. Census Bureau (consulté le 11 décembre 2013)